# 木橋駅
木橋駅（もっきょうえき）は、中華人民共和国湖南省長沙市雨花区にある5号線の駅である。

## 駅構造
- 1号線：島式ホーム1面

## 駅周辺
- 曲塘路
- 沙湾公園